# Corrado Montefeltro de Pietrarubbia
Corrado Montefeltro de Pietrarubbia va ser comte sobirà de Pietrarubbia des del 1282 succeint al seu pare Tadeu II Montefeltro. El 1290 va jurar obediència al papa que el va posar sota la seva protecció. Fou podestà di Forli. Fou assassinat a la revolta de Pietrarubbia el 8 de juny de 1298. La seva dona, Constança Ravegnani, va ser empresonada i finalment assassinada el 1299. Va deixar un fill, Tadeu, nascut el 1297, i assassinat (com altres membres de la família) a Pietrarubbia el 8 de juny de 1298.